# Statistisk modell
En statistisk modell är en uppsättning av matematiska ekvationer som i form av stokastiska variabler och deras sannolikhetsfördelningar beskriver beteendet hos ett studerat objekt.
Uttryckt i matematiska termer är en statistisk modell ofta tänkt som ett par {\displaystyle (P,\zeta )} där {\displaystyle \zeta } betecknar de möjliga observationerna, och {\displaystyle P} sannolikhetsfördelningen för dessa. En parametriserad statistisk modell innehåller även en mängd parametrar {\displaystyle \Theta } som sannolikhetsfördelningarna {\displaystyle P} beror på. 